# Facundo Santucci
Facundo Santucci (ur. 6 marca 1987 w Corrientes) – argentyński siatkarz, grający na pozycji libero.

## Sukcesy klubowe
Puchar ACLAV:
- 2010

Puchar Master:
- 2011

Mistrzostwo Argentyny:
- 2012

Superpuchar Belgii:
- 2016

Mistrzostwo Belgii:
- 2017

Mistrzostwo Szwajcarii:
- 2021

## Sukcesy reprezentacyjne
Puchar Panamerykański:
- 2015, 2019

Mistrzostwa Ameryki Południowej:
- 2015[3]

## Nagrody indywidualne
- 2015: Najlepszy broniący Pucharu Panamerykańskiego
- 2015: Najlepszy libero Mistrzostw Ameryki Południowej[4]